# 助高屋高助 (初代)
初代 助高屋 高助（すけたかや たかすけ、貞享2年〈1685年〉 - 宝暦6年1月3日〈1756年2月2日〉）とは、江戸時代中期の歌舞伎役者。屋号は紀伊國屋、俳名訥子・高賀。初代澤村宗十郎としても知られる。

## 来歴
もとは武士三木某の子で、正徳5年（1715年）に染山喜十郎と名乗り伊勢古市の芝居に出る。享保元年（1716年）11月、初代澤村長十郎の門人となって澤村善五郎と改名し大坂の大芝居に出た。その後、初代姉川新四郎の代役で『国性爺合戦』の和藤内を勤めたところ大好評を得、注目を浴びるようになる。享保3年（1718年）江戸に下り、森田座の顔見世『前九年鎧競』に出た折に澤村惣十郎と改名、その後さらに澤村宗十郎と名を改め、役者だけではなく狂言作者も兼ねた。
享保21年（1736年）の『遊君鎧曽我』に梅の由兵衛を演じ大当りとなったが、このとき舞台で用いた頭巾が大流行となった。これが今日でも鞍馬天狗などに見られる宗十郎頭巾である。
延享4年（1747年）6月、京都中村粂太郎座で『大矢数四十七本』の大岸宮内を演じて大当りとなる。同年江戸に下って三代目澤村長十郎と改名し、11月には中村座顔見世で『伊豆軍勢相撲錦』の河津三郎を勤める。このときに舞台を共にしたのが二代目市川團十郎の俣野五郎と初代瀬川菊之丞の実盛娘熊野で、この河津と俣野の相撲に熊野がからむ所作事を見せ、豪華な千両役者が揃う「三千両の顔見世」という評判をとった。寛延3年（1750年）の夏には江戸三座で『仮名手本忠臣蔵』を競演し、初代山本京四郎や初代坂東彦三郎が各座で大星由良助を演ずる中、宗十郎は中村座で由良助を演じ「随一」と評される。宝暦2年（1752年）の評判記では真極上上吉にまで昇りつめ、翌年11月には助高屋高助と名乗った。
時代世話、和事、実事と女形以外の役なら何でもこなし、私生活では音曲や書画、俳諧、茶を嗜む風流人として知られた。墓所は田島山十一ヶ寺の受用院。養子に二代目澤村宗十郎がいる。